# ملعب جيورجيو أسكاريلي
ملعب جيورجيو أسكاريلي (بالإيطالية: Stadio Giorgio Ascarelli)‏ والذي يعرف باسم استاد بارتينوبو (بالإيطالية: Stadio Partenopeo)‏ هو ملعب كرة قدم سابق يقع في نابولي، إيطاليا، كان يستخدم في الغالب لمباريات كرة القدم، ويتسع لـ 40,000 متفرج. استضاف الملعب منافسات كأس العالم لكرة القدم 1934, وتم تدمير الملعب بسبب عمليات القصف خلال الحرب العالمية الثانية.